# دراسات وراثية على العرب
يشرف المركز العربي للدراسات الجينية على التحليلات الوراثية لسكان العالم العربي. مقره في دبي في الإمارات العربية المتحدة، يشير إلى أن الدول العربية من بين أعلى معدلات الاضطرابات الجينية في العالم. نحو 906 من الأمراض هي أمراض مزمنة في الدول العربية، بما في ذلك الثلاسيميا، ومتلازمة توريت، ومرض ويلسون، ومرض شاركو -ماري-توث، واعتلال الدماغ الميتوكندريا، ومرض نيمان -بيك.

## قواعد بيانات الأمراض الوراثية في الدول العربية والدراسات
تحتفظ عدة منظمات بقواعد بيانات وراثية لكل بلد عربي. المركز العربي للدراسات الجينية هو المنظمة الرئيسية التي تتخذ من دولة الإمارات العربية المتحدة مقرًا لها. أطلق مشروعًا رائدًا لإنشاء فهرس من أجل قاعدة بيانات «انتقال المورثات في العرب» للاضطرابات الوراثية في السكان العرب. وفي الوقت الحاضر، يُحتفظ بقاعدة بيانات «فهرس انتقال المورثات عند العرب» مركزيًا في دبي، وتستضيف مدخلات لما يقرب من 1540 من الاضطرابات المندلية والجينات ذات الصلة. يتزايد هذا العدد مع انضمام الباحثين إلى أكبر جهد علمي عربي لتحديد الاضطرابات الوراثية الموصوفة في المنطقة. يشجع المركز الدراسات البحثية حول هذه الاضطرابات الناشئة. بعض الاضطرابات الوراثية المزمنة في العالم العربي هي: اعتلال الهيموغلوبين، وفقر الدم المنجلي، وفقر الدم الناجم عن عوز سداسي فوسفات الغلوكوز النازع للهيدروجين، ومتلازمة الكروموسوم إكس الهش، وهي حالة جينية وراثية لها عواقب وخيمة. يقدم المركز معلومات عن بلدان محددة، ويحتفظ بقائمة بالأمراض الجينية.
الأمراض الصبغية الجسمية المتنحية النادرة الخاصة مرتفعة في الدول العربية مثل متلازمة بارديت بيدل، ومتلازمة ميكيل، والإسهال الكلوريدي الخلقي، والحثل العضلي الحاد الناتج عن صبغية جسمية متنحية في مرحلة الطفولة، وأمراض الاختزان في الجسميات الحالة، وبيلة الفينيل كيتون المرتفعة في دول الخليج. يقدم كتاب الدكتور طيبي معلومات مفصلة وحسب البلد. حتى فيروس كورونا لمتلازمة الشرق الأوسط التنفسية الذي حُدِد لأول مرة في المملكة العربية السعودية العام الماضي، فقد أصاب 77 شخصًا، معظمهم في منطقة الشرق الأوسط وأوروبا. مات أربعون منهم، أكثر من النصف. لكن متلازمة التنفس في الشرق الأوسط لم تتحول بعد إلى وباء، يمكن أن تصبح منتشرة في مرضى الأمراض الوراثية.
بحسب دليل الدكتور ثورمان حول الأمراض الوراثية النادرة، وكتاب آخر هو دليل الأشخاص العاديين في الاضطرابات الوراثية العربية، ومقال في مجلة سعودية حول الأمراض الوراثية في البلدان العربية، فإن أعلى نسبة من مظاهر الاضطرابات الوراثية هي: التشوهات الخلقية تليها اضطرابات الغدد الصماء والأيض، ثم اضطرابات الخلايا العصبية (مثل الأمراض العصبية الحركية)، ثم الاضطرابات المناعية بالدم ثم الأورام. صيغة الوراثة هي أساسًا صبغية جسمية متنحية متبوعة بصبغية جسمية سائدة. بعض الأمراض هي طفرات ثلاسيميا بيتا، ومرض فقر الدم المنجلي، وأمراض القلب الخلقية، وفقر الدم الناجم عن عوز سداسي فوسفات الغلوكوز النازع للهيدروجين، وثلاسيميا ألفا، والتوصيف الجزيئي، وهشاشة العظام المتنحية، والجلوتاثيون المختزل دي إي اف. أشارت مقالة عن العيوب الخلقية لدراسة عن فقر الدم المنجلي عند العرب أن عوز مصاوغ غلوكوز 6-فوسفات هو المسؤول عن الحوادث الانحلالية غير المتوقعة. من مرشد بطاقات الاستذكار لمتلازمات الدكتور طيبي. مقال في صحيفة «نيويورك تايمز» في دراسة لعرب فلسطينيين حول إمكانات علم الصيدلة، ودراسة أخرى عن قاعدة بيانات العرب الفلسطينيين عن الاضطرابات الوراثية في دراسة عربية في فلسطين، ودراسة عامة جديدة حول قواعد بيانات الثلاسيميا في العرب، يحتوي البنك الوراثي الوطني الإسرائيلي على طفرات جينية لقاعدة بيانات الطيبي الخاصة بالعرب لعام 2002 و2010، والجينات المسؤولة عن الأمراض الوراثية بين العرب الفلسطينيين في المؤتمر العربي في نوفمبر 2013.

## تشخيص الاضطرابات الوراثية
تُشخص الاضطرابات الوراثية بعد الولادة من قبل الأطباء، والفحوصات المخبرية، وأحيانًا الاختبارات الجينية. يجري اختبار الفحص الوراثي لتشخيص أجنة النساء الحوامل للحصول على قائمة بالاضطرابات المدرجة في برامج فحص حديثي الولادة باستخدام مصفوفات الرقائق الوراثية الدقيقة الذي قد تساعد في اكتشاف الطفرات الوراثية التي لا تتوافق مع الحياة وتحدد الإجهاض. قد تساعد بعض الاختبارات الجينية للأطفال المولودين على إيجاد العلاج المناسب. يمكن للأمهات اختبار الاضطرابات الوراثية في الجنين عن طريق أخذ عينات الزغابات المشيمية أو بزل السلى.